# 宋慶齡杯兩岸暨港澳青少年足球賽
宋慶齡杯兩岸暨港澳青少年足球賽由中国足协、香港足总、澳门足总及中华台北足协于2010年8月在北京共同发起，旨在更好地促进中國与港、澳、台青少年的体育文化交流，加强两岸四地足球协会的合作，增进同胞情谊。该项赛事从2011年开始，每年举办一届，由各足协轮流主办。赛事期间，除进行足球比赛外，还安排参赛的青少年运动员开展中华文化交流和联谊等活动。

## 歷屆成績
| 年份   | 舉行地點 | 參加隊數 | 冠軍     | 亞軍           | 季軍     | 殿軍           |
| ------ | -------- | -------- | -------- | -------------- | -------- | -------------- |
| 2011年 | 武漢     | 6        | 中國     | 湖北少年代表隊 | 中華台北 | 武漢少年代表隊 |
| 2012年 | 香港     | 4        | 香港     | 中國           | 中華台北 | 澳門           |
| 2013年 | 澳門     | 4        | 中華台北 | 香港           | 澳門     | 中國           |
| 2014年 | 台北     | 4        | 中國     | 中華台北       | 香港     | 澳門           |
| 2015年 | 北京     | 7        | 中國     | 新疆少年代表隊 | 中華臺北 | 香港           |
| 2016年 | 香港     | 4        | 中國     | 香港           | 中華臺北 | 澳門           |
| 2017年 | 澳門     | 4        | 中國     | 香港           | 中華台北 | 澳門           |
| 2018年 | 台北     | 4        |          |                |          |                |